# ローリー・ギャレット

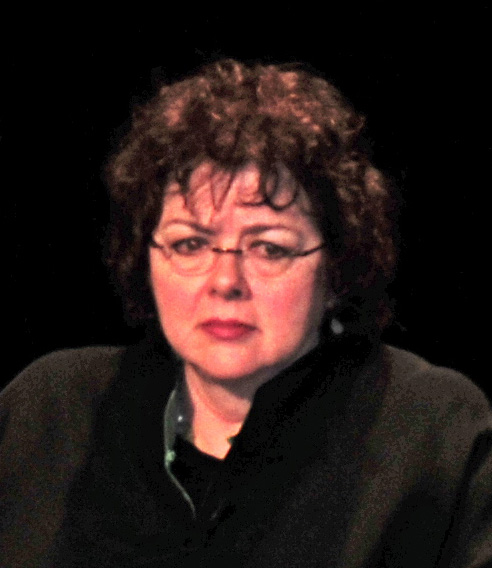
ローリー・ギャレット（2008年）

ローリー・ギャレット（Laurie Garrett、1951年9月8日 - ）は、アメリカの科学ジャーナリスト、作家。1996年のピューリッツァー賞解説報道部門受賞者。カリフォルニア州ロサンゼルス出身。

## 経歴
カリフォルニア大学サンタクルーズ校で生物学を専攻し、優秀な成績で卒業した。カリフォルニア大学バークレー校大学院で細菌学免疫学を学び、スタンフォード大学Leonard Herzenberg博士の研究室でリサーチを行った。博士号研究の間、ギャレットは、KPFA(英)(アメリカ初のリスナーがスポンサーとなるラジオ局)で科学ニュースのレポートをはじめた。趣味ではじめたレポートだったが、すぐに大学院の研究よりも面白いと感じるようになり、ジャーナリズムの探求のために休学した。その後、博士号は取得せずに終わっている。彼女はKPFAでマネジメント、ニュース、ラジオドキュメンタリー制作の分野で働いた。Adi Gevinsと共同制作したドキュメンタリーシリーズは1977年ジョージ・フォスター・ピーボディ賞の放送部門を受賞し、彼女はその他のKPFAの制作活動でthe Armstrong and Corporation for Public Broadcasting Awardsを受賞している。
ギャレットは現在、外交問題評議会におけるグローバル・ヘルス・プログラムのシニアフェローを務めている。彼女はこれまで、SARS、新型インフルエンザ、結核、マラリア、HIV/エイズと国家安全保障など、幅広い様々な問題について仕事をしてきた。

## 著書
- The Coming Plague: Newly Emerging Diseases in a World Out of Balance (Penguin; 1995) ISBN 0-1402-5091-3
discusses the vulnerability of the world to disease due to the lack of attention and funding given to health.
- Betrayal of Trust: The Collapse of Global Public Health (Hyperion; 2001) ISBN 0-7868-8440-1

## トリビア
- ダボスフォーラムからの彼女のEmailが一般にリークされてのち、ギャレットは短い名声を受けた。